# Mikhaïl Stadoukhine

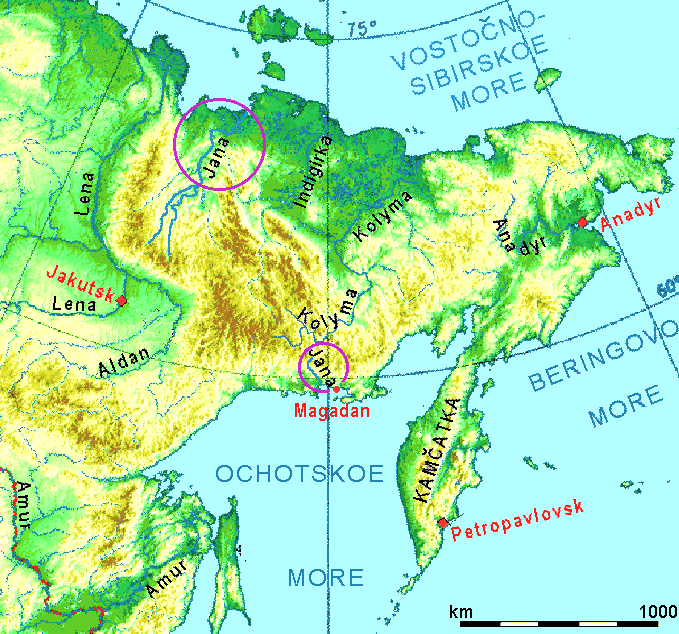
Nord-Est de la Sibérie, zone explorée par Stadoukhine

Mikhaïl Vassilievitch Stadoukhine (en russe : Михаил Васильевич Стадухин ; mort en 1666) est un explorateur russe, découvreur du Nord-Est de la Sibérie pendant la conquête de la Sibérie, un des premiers à avoir atteint les fleuves Kolyma, Anadyr, Penjina ainsi que la partie nord de la mer d'Okhotsk. 
Il est pomor, neveu d'un commerçant de Moscou. Il serait né dans un village situé sur la rivière Pinega sur le territoire de l'oblast d'Arkhangelsk dans l'Empire russe. Vers 1633, il se trouve le long de la Léna, au cœur de la Sibérie.

## Exploration des régions proches de la Kolyma et d'Anadyr
En 1641, il dirige une expédition vers un des affluents du fleuve Indiguirka, l'« Emolkone », comme il l'appelle lui-même. Cette appellation pourrait être une variante du nom du village de la région : Oïmiakon. Si cela est exact, cela signifie que Stadoukhine était déjà loin à l'Est en Sibérie. C'est lui qui a trouvé la voie qui sera poursuivie quelques années plus tard par Simon Dejnev. Ce dernier explorera la région extrême-orientale de la Sibérie et atteindra le cap qui porte son nom : cap Dejnev.
Comme Stadoukhine ne trouve pas suffisamment d'animaux à fourrure et qu'il rencontre de l'hostilité de la part des indigènes, il décide de construire deux bateaux à voile (kotchis) et de descendre le fleuve Indiguirka jusqu'à la mer avec ses hommes. De là, ils vont vers l'est, vers la Kolyma et construisent des campements d'hiver (probablement près du village de Srednekolymsk). La Kolyma se révèle être une zone de Sibérie parmi les plus riches en animaux à fourrure. En 1645, Stadoukhine retourne à Iakoutsk avec un chargement de peaux de zibeline.
En 1647 il part pour trouver et placer sous les ordres des autorités russes la région qui devait se trouver à l'est de la Kolyma, le long de la rivière Pogoutcha, habitée par les Tchouktches. Du fait du mauvais temps il doit passer l'hiver le long de la Iana. Au printemps de l'année suivante il parvient au fleuve Indiguirka en traîneau, y construit un bateau, et navigue jusqu'à la Kolima. Là, il apprend que Simon Dejnev est déjà parvenu à la rivière Pogoutcha.
En juillet 1649, il suit l'expédition de Dejnev avec deux bateaux et 30 hommes. Un des bateaux s'écrase sur les rochers. On suppose que Stadoukhine et ses hommes atteignent ensuite la baie de Tchaoun (certains parlent même de l'est de la baie Kolioutchinskaïa). Il apprend que deux bateaux de Dejnev se sont écrasés. Une partie de l'équipage a été tuée par des indigènes . Confronté à l'absence de provisions suffisantes, au comportement des indigènes et aux difficultés provenant des berges rocheuses, Stadoukhine revient à la Kolyma. Il rejoint plus tard Dejnev sur les berges de l'Anadyr. L'année suivante ils entreprirent de partir ensemble en exploration pour connaître la population locale des Youkaguirs et rassembler des données et des fourrures dans ces régions.

## Mer d'Okhotsk
En février ou mars 1651, Stadoukhine dirigea une expédition vers le sud et atteint la rivière Penjina. L'été il se construit un bateau, navigue le long de la côte nord de la mer d'Okhotsk, découvre l'embouchure du fleuve Gijigua (ru) où il passe l'hiver. L'hiver 1652, il passe la rivière Yama, non loin de l'actuelle ville de Magadan et poursuit ensuite jusqu'à la baie de Taoui dans la mer d'Okhotsk.
En 1654, à l'embouchure du Kolyma, il fonde la localité de Nizhnekolymsk (en).

## Fin des voyages
En 1657, Stadoukhine revient à Okhotsk. Puis, en 1659, à Iakoutsk. Il rentre finalement à Moscou avec le rang d'Ataman. Il apporte la nouvelle de l'existence d'un nouveau pays où l'on trouve des renards, des ours bruns, de taille gigantesque. Mais l'animal le plus intéressant était selon lui la loutre dont le fourrure ne pouvait être comparée qu'à celle du renard noir. Il meurt à Moscou en 1666. 
Les sources manquent pour établir les activités de Stadoukhine de 1651 à 1657. Il est possible qu'il ait exploré le Kamtchatka mais ce sont plutôt des légendes qui rapportent ses faits et gestes que des documents historiques fiables.

## Stadoukhine
En plus de Mikhaïl Stadoukhine, à la même époque, en Sibérie on trouve trace de la présence de Taras, Guerasime et Iakov Stadoukhine qui semblent avoir été de la même famille.
Fedot Alekseïevitch Popov, autre explorateur renommé, recherchait également à la même époque ces régions extrêmes de la Sibérie.

## Mémoire
- En l'honneur de Mikhaïl Stadoukhine, on a donné son nom au village de Stadoukhino, aujourd'hui abandonné dans le district autonome de Tchoukotka.
- Une rue porte le nom de Mikhaïl Stadoukhine en son honneur dans le village de Zyrianka (République de Sakha). La Compagnie de navigation de la Kolyma y a son siège.